# Sud-Ouest SO.95 Corse
Die Sud-Ouest SO.95 Corse war ein zweimotoriges Passagier-, Post- und Frachtflugzeug für Kurzstrecken, das ab 1947 von dem französischen Hersteller Société Nationale de Constructions Aéronautiques du Sud-Ouest (SNCASO) gebaut wurde. Genutzt wurde es dann allerdings fast ausschließlich für Navigationsausbildung und als Transportflugzeug in der französischen Militärluftfahrt.

## Geschichte
Während des Zweiten Weltkriegs versammelte sich eine Gruppe von Flugzeugkonstrukteuren und Ingenieuren der SNCASO in Cannes an der südfranzösischen Côte d’Azur und bildete dort die Groupe Technique de Cannes.
Die SNCASO SO.95 war die letzte Weiterentwicklung eines Projekts, das Anfang der vierziger Jahre begann, ungefähr zur gleichen Zeit wie die ebenfalls von der Groupe Technique de Cannes entwickelte Sud-Ouest SO.30P Bretagne. Innerhalb des verstaatlichten Unternehmens SNCASO wurde von der Gruppe als zweites Projekt – nach der SO.30 Bretagne – die SO.90 Cassiopée (Cassiopeia) entwickelt, ein leichtes, zweimotoriges Passagier- und Postflugzeug.
Das SO.90-Programm, Ausgangspunkt der Endversion SO.95, wurde in den frühen 1940er Jahren unter der Leitung von Maurice Hurel begonnen. Die Corse begann als SO.90 Cassiopée, ein Flugzeug für sieben Passagiere. Die Maschine wurde mit 350 PS starken Béarn-6D-07-Triebwerken ausgestattet und sollte 7 Passagiere befördern können. Sie war mit einem einziehbaren Spornradfahrwerk versehen. Ein erster, unvollständiger Prototyp wurde im November 1942 beschlagnahmt. 
Gleichzeitig wurde auch die Version SO.91 entwickelt, die insgesamt identisch war, außer am Rumpf, der bei dieser Version mit einem Bugradfahrwerk ausgerüstet war. Diese Variante wurde allerdings nicht gebaut.
Während der deutschen Besatzungszeit wurde das Programm mit Zustimmung der Waffenstillstandskommission fortgesetzt, unter der Voraussetzung, dass keine Flugversuche durchgeführt wurden, um mögliche Fluchtversuche zu verhindern. Die Rolltests fanden auf dem Flugplatz Flugplatz Cannes-Mandelieu statt.
Jedoch setzte sich Maurice Hurel am 16. August 1943 über dieses Verbot hinweg und flog mit acht Passagieren (drei seiner sechs Kinder und fünf Kollegen) zu einem riskanten Erstflug in Richtung des fast 800 Kilometer entfernten Philippeville in Französisch-Algerien. Am frühen Nachmittag dieses Feiertags startete Hurel mit dem unfertigen Prototyp. Im Instrumentenbrett fehlten etliche Anzeigen und es gab keine Hydraulik für das Fahrwerk. Nach drei Stunden Flugzeit landete er in Philippeville.
Mit der Maschine wurden auf dem dortigen Flugplatz etliche Tests durchgeführt, bevor es am 16. Dezember 1944 nach Frankreich zurückkehrte; nach der alliierten Landung in Südfrankreich im August 1944 war dieser Teil wieder befreit. 

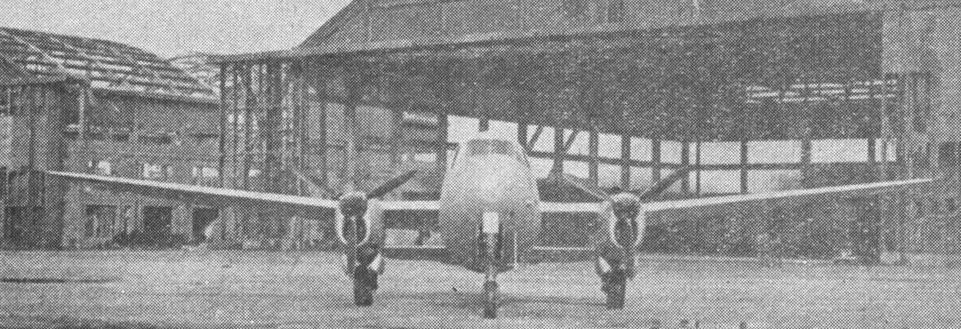
Frontansicht des Prototyps SO.93 Corse, 1945

Aus der SO.90 wurde dann die Version SO.93 entwickelt, die am 17. August 1945 in Le Bourget ihren Erstflug absolvierte. Auf der ersten Pariser Luftfahrtschau nach dem Krieg, nach achtjähriger Pause, wurde vom 15. November bis zum 1. Dezember 1946 die SO.90 ausgestellt, da die weiterentwickelte SO.93 am 27. Juli 1946 in Argentinien abgestürzt war. Die SO.93 wurde nicht in Serie produziert, es wurde nur ein Exemplar gebaut. Dieses wurde per Schiff nach Argentinien für einen möglichen Exportmarkt transportiert. Am 27. Juli 1946 wurde eine Vorführung mit dem Testpiloten Fernand Lefèbvre am Steuer und dem Flugingenieur Georges Sixdenier durchgeführt. Plötzlich löste sich im Flug eine der Tragflächen und beim daraus resultierenden Absturz wurde die Besatzung getötet.
Die SO.94 Corse I, zunächst ebenfalls ein Entwicklungsflugzeug, absolvierte ihren Erstflug am 6. März 1947. Im Gegensatz zu den Vorgängerversionen war sie als Tiefdecker mit Bugradfahrwerk ausgelegt. Sie konkurrierte mit der SNCAC Martinet und der Dassault Flamant um einen Auftrag zur Ausrüstung der französischen Luftwaffe und Marineflieger, den sie an letztere verlor.
Der Prototyp SO.93 Corse und die folgende SO.94 Corse II wurden dann in Frankreich zur endgültigen Produktionsversion SO.95 Corse III weiterentwickelt. Am 17. Juli 1947 absolvierte das Flugzeug der Baureihe SO.95 seinen Erstflug. Von dieser endgültigen Version wurden rund 45 Stück gebaut, fast alle für die französischen Marineflieger. Zwei dieser Flugzeuge wurden 1950 von der indischen Air Services für Inlandsstrecken von Bombay aus eingesetzt.
Nachdem insgesamt 64 Exemplare aller Versionen gebaut worden waren, wurde die Produktion 1952 eingestellt.

## Konstruktion
Während die SO.90 und SO.93 noch als Mitteldecker konstruiert waren, war die SO.94 Corse II ein als freitragender Tiefdecker ausgelegtes Transportflugzeug in konventioneller Ganzmetall-Schalenbauweise. Die Tragflächen wurden um 1,20 Meter verlängert. Das Hauptfahrwerk war nach hinten in die Motorgondeln einziehbar und als Bugradfahrwerk ausgelegt. Bei der SNCASO SO.95 Corse III wurde das Fahrwerk wieder als Spornradfahrwerk konstruiert. Die Tragflächen waren mit zwei Holmen versehen. Sie waren mit einteiligen Landeklappen ausgestattet. Der Rumpf hatte einen ovalen Querschnitt und, seitlich gesehen, die Form eines Tragflächenprofils. Er bot Platz für bis zu 13 Passagiere, wobei die Sitze schnell entfernt werden konnten, um mehr Fracht zu transportieren. Als Flugbesatzung waren zwei Piloten vorgesehen.
Die zwei Renault 12S-Motoren trieben Dreiblatt-Verstellpropeller von Ratier-Figeac an. Dabei handelte es sich um umgekehrte 12-Zylinder-V-Motoren, die im Wesentlichen mit dem deutschen Triebwerk Argus As 411 identisch waren, das während der deutschen Besatzungszeit in Renault-Werken hergestellt wurde; sie entwickelten jeweils 600 PS.

## Versionen
- SO.90 Cassiopée: Prototyp, Erstflug 16. August 1943. Mitteldecker, Spornradfahrwerk, zwei 350 PS starke Béarn 6D-07-Motoren, Transportflugzeug für 7 Passagiere. Eins gebaut.
- SO.91: nahezu identisch mit der SO.90, Bugradfahrwerk. Nicht fertiggestellt.
- SO.93 Corse: Prototyp, Erstflug 17. August 1945. Etwas größer, mit zwei 440-PS-Motoren Renault 12S (Argus As 411) für 10 Passagiere. Eine gebaut.[10]
- SO.94 Corse II: Erste Serienversion, Erstflug 6. März 1947. 600 PS starke Renault-12S-Motoren, Tiefdecker, Bugradfahrwerk, für 10 bis 13 Passagiere. Die Daten über die Produktionszahl dieser Version stimmen nicht überein. Einige Quellen deuten auf den Bau eines einzigen Prototyps hin, die meisten anderen auf die Herstellung eines Prototyps plus 15 Exemplaren für die französischen Streitkräfte.[11]
- SO.95 Corse III: Serienversion, Erstflug 17. Juli 1947. Spornradfahrwerk, zwei luftgekühlte V-12-Umkehrkolbenmotoren Renault 12S-02, je 580 PS, 13 Passagiere. Je nach Anzahl der tatsächlich produzierten SO.94 wurden wahrscheinlich 45 gebaut (vermutlich nicht 60, wie vereinzelt genannt), fast alle für militärische Nutzung.

## Nutzung
Die Corse war für die Inlandsstrecken und das Luftpostnetz der Air France vorgesehen, um die dort genutzten Junkers Ju 52/3m und SNCAC Martinet zu ersetzen. Sie erfüllte aber nicht die Anforderungen der Air France an einen dafür benötigten Flugzeugtyp.
Es wurden rund 60 Flugzeuge für das französische Militär und eine kleine Anzahl für Fluggesellschaften in Übersee gebaut.
Zur Erprobung setzte Air Maroc die SO.95 ein. Auch Aigle Azur erprobte die SO.95. Die Werksmaschine F-WBIA der SNCASO wurde von ihr für Qualifikationsflüge genutzt. Bei beiden Gesellschaften resultierten jedoch daraus keine Bestellungen.
Obwohl die SO.95 ausdrücklich als ziviles Flugzeug konzipiert war, wurde sie hauptsächlich in den Schulungs- und Transportabteilungen der Aéronavale (Marineflieger) eingesetzt, bei ersteren auch als Navigationstrainer. 
Die einzigen im zivilen Linienverkehr eingesetzten Exemplare waren zwei Maschinen, die von Air Services of India verwendet wurden, einer 1936 gegründeten indischen Fluggesellschaft, die im Zuge der Nationalisierung mit zahlreichen anderen Gesellschaften 1953 in die neu gegründete Indian Airlines absorbiert wurde. Die 1949 bestellten Maschinen wurden auf den Strecken von Bombay aus über Hyderabad oder Poona nach Bangalore sowie auf der Strecke Bombay – Indore – Gwalior – Delhi eingesetzt. Beide wurden allerdings schon im Oktober 1950 wieder stillgelegt.
Bei der Aeronavale wurden die letzten Corse erst 1964 außer Dienst gestellt.

### Nutzer

#### Militärisch
- Aéronavale (Marineflieger)
- Französische Luftstreitkräfte

#### Zivil
- Air Services of India

## Zwischenfälle
Vom Erstflug 1943 zum Betriebsende kam es mit SNCASO Corse zu 3 bekannten Totalschäden. Bei einem davon kamen zwei Menschen ums Leben.
- Am 27. Juli 1946 stürzte der Prototyp der Sud-Ouest SO.93 Corse des Herstellers SNCASO (Luftfahrzeugkennzeichen F-BBAP) nahe General Pacheco (Gran Buenos Aires, Argentinien) ab. Auf einem Demonstrationsflug brach eine der Tragflächen ab. Es kam zum Kontrollverlust und Absturz. Beide Insassen, der Testpilot und der Flugingenieur, wurden getötet.[15][16]

- Am 23. Januar 1962 wurde eine Sud-Ouest SO.95M Corse III der französischen Aéronavale (Marineflieger) (FrNav 2.S.15, Werknummer 15) an einem unbekannten Ort in Frankreich irreparabel beschädigt. Nachdem das rechte Triebwerk in Brand geraten war, wurde eine Notlandung durchgeführt. Alle Insassen überlebten.[17]

- An einem unbekannten Datum wurde eine Sud-Ouest SO.94R Corse II der französischen Aéronavale (Marineflieger) (FrNav 56.S.17, Werknummer 17) an einem unbekannten Ort in Frankreich irreparabel beschädigt. Bei einer Notlandung brach der Rumpf der Maschine hinter den Tragflächen auseinander. Alle Insassen überlebten.[18][19]

## Technische Daten (SO.95, Passagierversion)

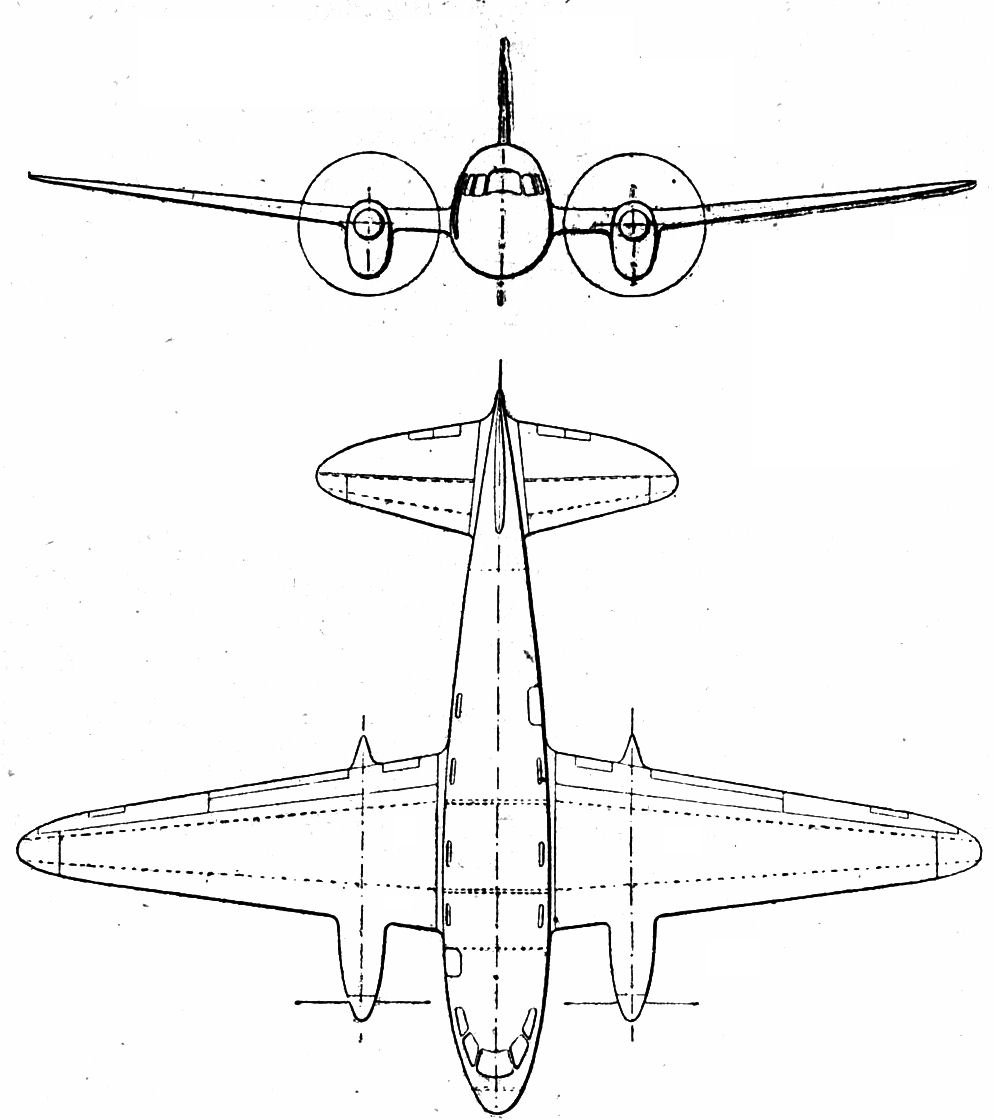
SNCASO SO 93, Zeichnung aus L'Aerophile, Dezember 1945

| Kenngröße                  | Daten                                                                                      |
| -------------------------- | ------------------------------------------------------------------------------------------ |
| Besatzung                  | 2                                                                                          |
| Passagiere                 | 10 – 13                                                                                    |
| Länge                      | 12,32 m                                                                                    |
| Spannweite                 | 17,90 m                                                                                    |
| Höhe                       | 4,29 m                                                                                     |
| Flügelfläche               | 36,60 m²                                                                                   |
| Ladevolumen                | 13 m³                                                                                      |
| Leermasse                  | 4.024 kg                                                                                   |
| max. Startmasse            | 5.605 kg                                                                                   |
| Treibstoffkapazität        | 980 Liter (706 kg)                                                                         |
| Startstrecke auf 15 m Höhe | 580 m                                                                                      |
| Landestrecke auf 15 m Höhe | 630 m                                                                                      |
| Reisegeschwindigkeit       | 335 km/h (181 kn, 208 mph) in 2.700 m (8.900 ft)                                           |
| Höchstgeschwindigkeit      | 355 km/h (192 kts, 221 mph)                                                                |
| Dienstgipfelhöhe           | 6.500 m (21.300 ft)                                                                        |
| Reichweite                 | 400 km (216 NM, 249 mi) mit 1.130 kg Nutzlast 1300 km (700 NM, 810 mi) mit 700 kg Nutzlast |
| Triebwerke                 | 2 × luftgekühlte V-12-Umkehrkolbenmotoren Renault 12S-02-201, je 430 kW (580 PS)           |

## Verwandte Entwicklungen
- Sud-Ouest Bretagne